# Bolak
Bolak ist eine Plansprache, die von dem Franzosen Léon Bollack 1899 vorgestellt wurde.
Der Name der Sprache bedeutet in der Sprache selbst sowohl „blaue Sprache“ als auch „geniale Schöpfung“.

## Geschichte
Bollack schrieb drei Bücher über diese Sprache: La Langue Bleue Bolak: langue internationale pratique (1899), Abridged Grammar of the Blue Language (1900) und Premier vocabulaire de la langue bleue Bolak (1902).
Bollack erregte die Aufmerksamkeit von H.G. Wells, der in seinem Buch A Modern Utopia (Eine moderne Utopie) schrieb: 

„Die Sprache der Utopie wird zweifellos eine einzige und unteilbare Sprache sein; die gesamte Menschheit wird, entsprechend ihren individuellen Qualitätsunterschieden, in dieselbe Phase, in eine gemeinsame Resonanz des Denkens gebracht werden, aber die Sprache, die sie sprechen wird, wird immer noch eine lebendige Sprache sein, ein lebendiges System von Unvollkommenheiten, das jeder einzelne Mensch unendlich modifizieren wird. Durch die universelle Freiheit des Austauschs und der Bewegung wird der sich entwickelnde Wandel in seinem allgemeinen Geist ein weltweiter Wandel sein; das ist die Qualität seiner Universalität. Ich stelle mir vor, dass es eine verschmolzene Sprache sein wird, eine Synthese aus vielen.“

Trotz der Aufmerksamkeit von Wells und der von Bollack investierten Gelder fand die Sprache keine Anhänger, und Bollack wandte sich laut Otto Jespersen, der 1912 in The History of our Language (Die Geschichte unserer Sprache) über eine Konferenz aus dem Jahr 1907 schrieb, Ido zu:

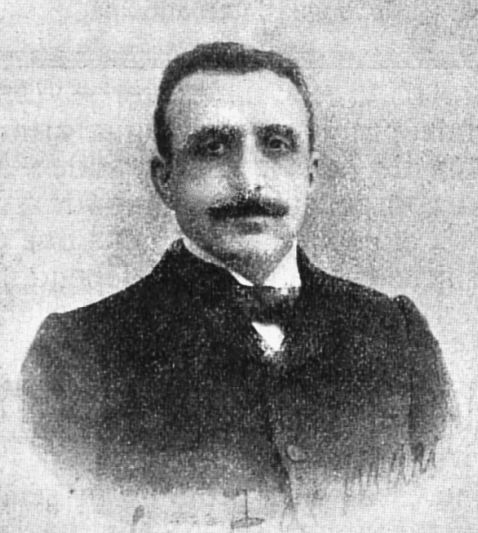
Leon Bollack, 1900

„Die Erfinder von Sprachsystemen waren eingeladen worden, entweder persönlich oder durch einen Vertreter anwesend zu sein, um ihre Systeme zu verteidigen. Dieses Angebot nahmen Dr. Nicolas (Spokil), Herr Spitzer (Parla) und Herr Bollack (La langue bleue) an; Darüber hinaus ließ sich Dr. Zamenhof durch Herrn de Beaufront vertreten, der sich seit vielen Jahren für Esperanto einsetzte; und fast als Vertreter von Neutral kam Herr Monseur, Professor für vergleichende Sprachwissenschaft in Brüssel: [...] Herr Bollack stellte in einer sehr eleganten Rede seine Langue bleue vor, für deren Verbreitung er viel Geld aufgewendet hatte; er schloss mit der Erklärung, dass er sich natürlich die Annahme seiner Sprache wünsche, aber dennoch das Urteil des Expertenkomitees akzeptieren werde, sollte es anders ausfallen; dieses Versprechen hat er loyal gehalten, indem er heute ein angesehenes Mitglied der Ido-Organisation in Paris ist.“

## Wortschatz
Die Grundzahlen lauten wie folgt: 
| 1   | 2   | 3   | 4   | 5   | 6   | 7   | 8   | 9   | 10  |
| --- | --- | --- | --- | --- | --- | --- | --- | --- | --- |
| ven | dov | ter | far | kel | gab | чep | lok | nif | dis |

Substantive müssen in ihrer Grundform mit einem oder zwei Konsonanten beginnen und enden und mit einem oder zwei Konsonanten enden. Sie dürfen nicht auf R oder d enden. Normalerweise sind diese Wortstämme einsilbig. Es gibt auch eine Reihe von Substantiven, die mehr als eine Silbe haben, aber diese dürfen keine Affixe enthalten, die zur Wortbildung verwendet werden. Bollack hielt die Anzahl der in agglutinierenden Kunstsprachen verwendeten Affixe für verwirrend. Aus diesem Grund ist das zweisilbige Wort sigar (Zigarre) zulässig, da es in Bolak kein Suffix -ar gibt.
Eine zweisilbige Wurzel, die auf ein Suffix endet, das verwendet wurde, z. B. -or oder -ort, wäre jedoch nicht zulässig. Die Endung -or wird verwendet, um den mit der Wurzel verbundenen Agens anzuzeigen, z. B.:
spil (Spiel)
spilor (Spieler)
Die Endung -ort wird verwendet, um den mit der Wurzel verbundenen Ort anzuzeigen:
pan (Brot)
panort (Bäckerei)
Das Suffix -u wird verwendet, um die Pluralform von Substantiven zu bilden, während das Präfix u- verwendet wird, um die weibliche Form zu bilden. Substantive werden nicht als männlich angenommen, und es gibt auch ein männliches Präfix stu-. Somit:
kval (Pferd)
ukval (Stute)
stukval (Hengst)
Substantive, die sich auf familiäre oder soziale Beziehungen beziehen, haben separate Wörter für männliche und weibliche Entsprechungen:
| per   | mer    | lonk  | tant  | man  | fem  |
| Vater | Mutter | Onkel | Tante | Mann | Frau |

## Alphabet
Bolak verwendet ein modifiziertes lateinisches Alphabet mit 19 Buchstaben:
A, B, Ч, D, E, F, G, I, K, L, M, N, O, P, R, S, T, U, V.
Ч stammt aus dem kyrillischen Alphabet und hat den Klang des englischen ch (tsch). Die anderen Buchstaben werden wie im Französischen ausgesprochen.

## Grammatik
Bolak ist eine gemischte Sprache, deren Grammatik größtenteils a priori ist, während der Wortschatz a posteriori ist. Es ist auch eine agglutinierende Sprache, ähnlich wie Esperanto.

## Beispiele
Ein Beispielsatz zeigt das Erscheinungsbild von Bolak auf:
Ak vop sfermed pro spes maned, if om pobl to pobl, ne ei mnoka pfo an am lank!
(Was für ein immenser Vorteil für die Menschheit, wenn wir Menschen untereinander in derselben Sprache kommunizieren könnten!)
Das Vaterunser in Bolak:
Nea per ev seri in sil!
Vea nom eч santigui! Vea regn eч komi!
Vea vil eч makui in sil, so ib gev!
Ev givi nea pan taged ana!
Ev solvi nae fansu so ne solvo aчe re ufanso na!
Eч seri siч!